# BASTA – Das Bündnis für psychisch erkrankte Menschen
BASTA – Das Bündnis für psychisch erkrankte Menschen ist eine Initiative, die sich der Aufklärung zum Abbau der Stigmatisierung und Diskriminierung psychisch erkrankter Menschen, insbesondere schizophrener, widmet. BASTA ist Teil des weltweiten Programms Open the Doors der World Psychiatric Association.
Schirmherren sind die Schauspieler Franziska Walser und Edgar Selge.
Der Extremkletterer Alexander Huber unterstützt ebenfalls die Initiative als Schirmherr eines Kletterprojekts am Klinikum rechts der Isar in München.

## Aktivitäten
Die Geschäftsstelle befindet sich an der Psychiatrischen Klinik der TU München.
In BASTA arbeiten psychisch Erkrankte und ihre Angehörige, Fachleute (Ärzte, Psychologen, Sozialarbeiter) und Aktivisten (Journalisten, Künstler, Ehrenamtliche) zusammen an Projekten zur Aufklärung über psychische Erkrankungen und zum Abbau der Diskriminierung von psychisch Kranken.
Besonderer Schwerpunkt liegt bei der Arbeit mit Schülern,
Medienvertretern und Polizisten.
Weiterhin betreibt die Initiative das Stigma-Alarm Netzwerk (SANE), das auf Fälle von öffentlicher Diskriminierung reagiert, und organisiert Kulturprojekte wie Ausstellungen und Filmvorführungen zum Thema psychischer Erkrankungen.

## Geschichte
Im Rahmen der im Jahr 1999 begonnen weltweiten Kampagne Open the Doors wurde 2001 in München die Arbeitsgruppe BASTA unter dem Namen  „Bayerische Anti-Stigma-Aktion“ gegründet.
Aufgrund der Ausweitung der Aktivitäten über Bayern hinaus folgte der Wechsel zum heutigen Namen „BASTA – Das Bündnis für psychisch erkrankte Menschen“.
Auf Anregung von BASTA wurden NS-Verbrechen an psychisch Erkrankten als Thema in das NS-Dokumentationszentrum in München aufgenommen, das am 30. April 2015 eröffnet wurde.